# کرپی فرمان

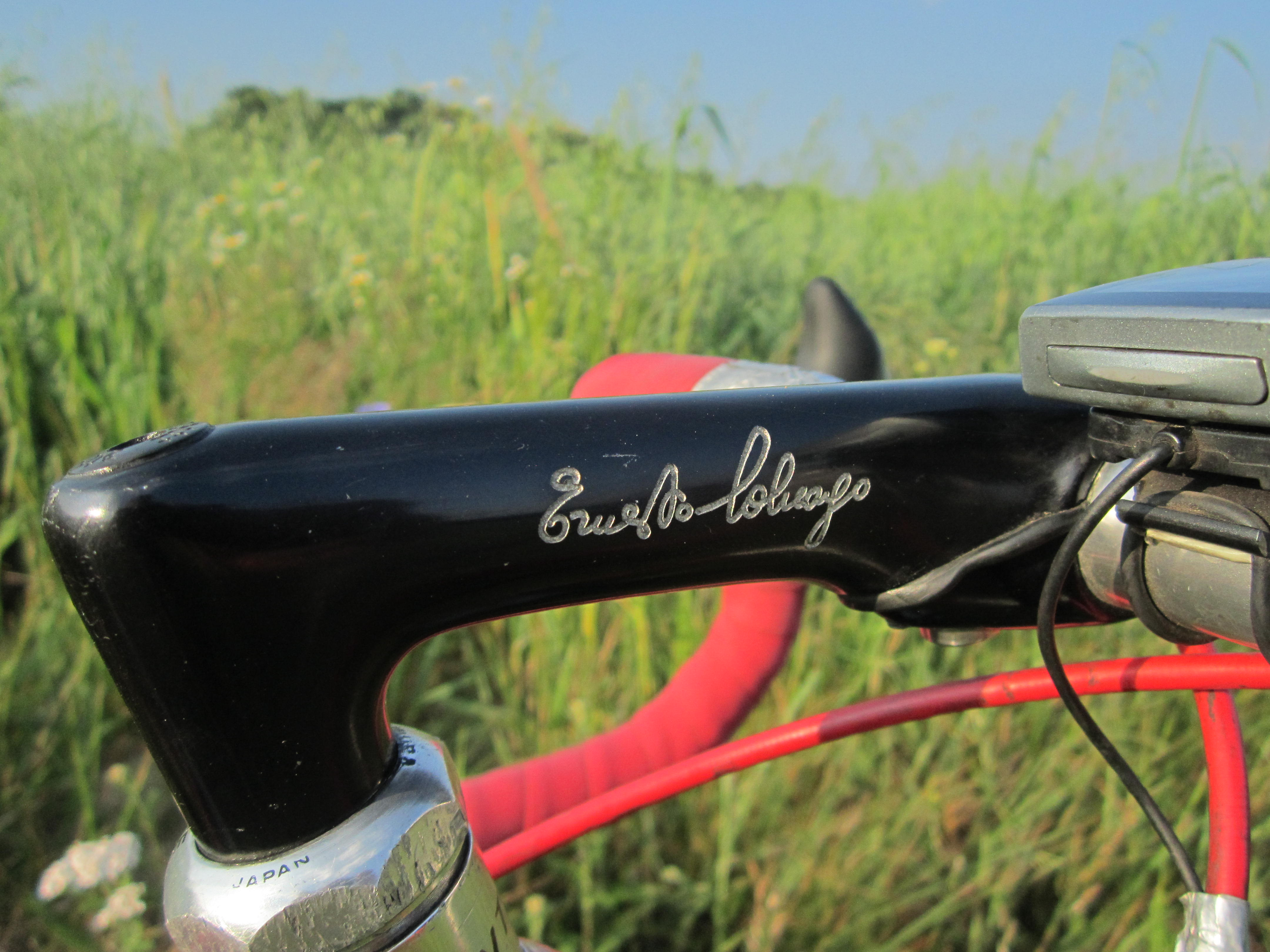
کرپی قابل تظیم

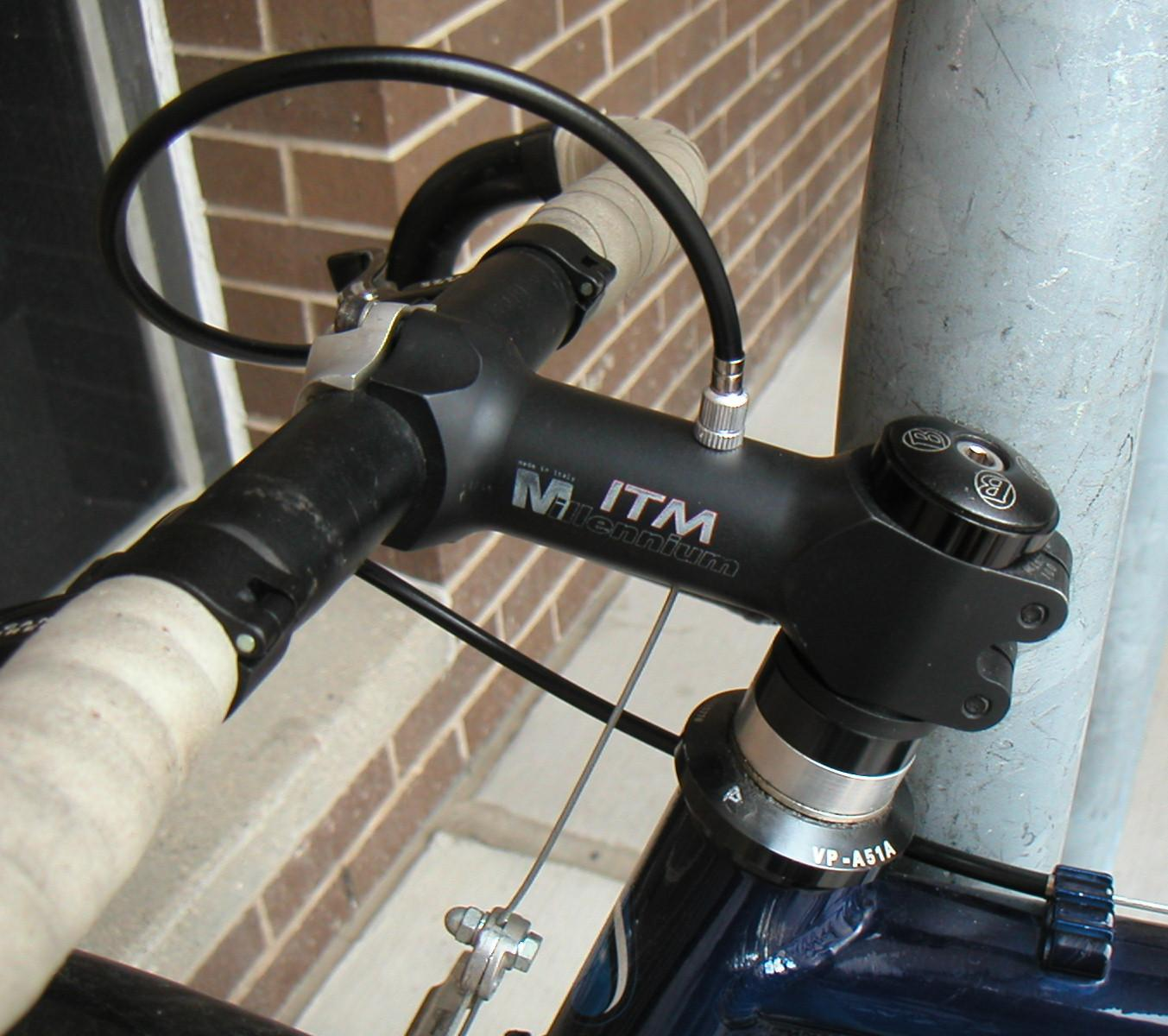
کرپی ثابت

کرپی قطعه ای از دوچرخه است که میله فرمان دوچرخه را به سر دوشاخ دوچرخه مانند دو ضلع یک زاویه متصل می‌کند و انتقال نیرو را بین آنها را ممکن می‌کند. گاهی در اینگلیسی به آن به نام گردن غاز(Goose Neck) گفته می‌شود. کرپی بلندتر یا کوتاهتر اجازه می‌دهد که زاویه نشستن را کمی تنظیم کنید. کرپی در دو نوع ثابت و قابل تنظیم ساخته می‌شود و هر کدام با سیستم کاسه دوشاخ و دو شاخ متناسب با خود سازگار است:
- قابل تنظیم یا Quill: کرپی درون لوله دوشاخ قرار می‌گیرد، در این حال لوله دوشاخ از حفره دوشاخ بیرون نمی‌زند.
- ثابت یا Threadless: گیره کرپی دور سر لوله دوشاخ که از کاسه دوشاخ عبور کرده بسته می‌شود.

## ساختمان کرپی

### زوایا
در دوچرخه‌های کورسی این زاویه حاده و در دوچرخه‌های کوهستان، منفرجه است. ارتفاع و طول کرپی دوچرخه، رابطه تنگاتنگی با میزان عقب یا جلو بودن زین دارد. با این وجود، این اندازه‌ها را نمی‌توان زیاد تغییر داد و معمولاً تنظیم آن‌ها به میزان انعطاف‌پذیری بدن بستگی دارد. با این همه، مطالعات رابطه نزدیکی میان انعطاف بالاتنه و طول انگشتان را نشان داده‌اند.
برای کرپی‌های قابل تنظیم کورسی، زاویه معمولاً ۷۳ درجه است که باعث می‌شود طول کرپی تقریباً موازی با زمین باشد. برخی از کرپی‌های بلبرینگی دارای زوایای دیگری نیز هستند، به عنوان مثال ۹۰ درجه، که منجر به حرکت کرپی به سمت جلو و متمایل به بالا می‌شود.
کرپی‌های سبک جدید برای سردوشاخ‌های ثابت با زاویه‌های مختلفی از ۰ تا ۴۰ ساخته می‌شوند و می‌توانند به صورت معمولی یا معکوس بسته شوند تا زاویه بالا یا پایین باشد. به عنوان مثال، یک کرپی ۱۷ درجه با زاویه به سمت پایین می‌تواند زاویه کرپی قابل تنظیم جاده ای معمولی را تقلید کند.
همچنین مدل‌هایی از کرپی ثابت یا قابل تنظیم با زوایای قابل تنظیم وجود دارد، اگرچه این تنظیم اغلب با هزینه از دست رفتن استحکام انجام می‌شود.